# Зовем се Ерл
Зовем се Ерл (енгл. My Name Is Earl) америчка је телевизијска комедија ситуације коју је створио Грег Гарсија за NBC. Производи је 20th Century Fox Television, док главну улогу тумачи Џејсон Ли. Четврта сезона се завршила клифхенгером указујући на пету сезону, али је серија неочекивано отказана.

## Радња
Једна од многих погрешних одлука на Ерловом животном путу је кап која је прелила чашу, али игром судбине живот му се мења из корена. Када га након добитка на лутрији удари аутомобил, Ерл доживи просветљење, те почињеда преиспитује своју карму. Од тог тренутка постаје одлучан у намери да исправи грехе из своје прошлости.
У настојањима да промени карму, Ерлу се придружује неколицина пријатеља који му пружају подршку: несрећни брат Ренди, изузетно сексипилна стриптизета/хотелска собарица Каталина и Дарнел, шанкер кафића у ком Ерл испија пиво. За разлику од њих, Ерлова бивша супруга Џој спремна је да помогне једино када од тога има користи.

## Улоге
| Глумац         | Улога         |
| -------------- | ------------- |
| Џејсон Ли      | Ерл Хики      |
| Итан Сапли     | Ренди Хики    |
| Џејми Пресли   | Џој Тернер    |
| Надин Веласкез | Каталина      |
| Еди Стиплс     | Дарнел Тернер |

## Епизоде
| Сезона | Сезона | Епизоде | Епизоде | Оригинално емитовање | Оригинално емитовање |
| Сезона | Сезона | Епизоде | Епизоде | Премијера            | Финале               |
| ------ | ------ | ------- | ------- | -------------------- | -------------------- |
|        | 1.     | 24      | 24      | 20. септембар 2005.  | 11. мај 2006.        |
|        | 2.     | 23      | 23      | 21. септембар 2006.  | 10. мај 2007.        |
|        | 3.     | 22      | 22      | 27. септембар 2007.  | 15. мај 2008.        |
|        | 4.     | 27      | 27      | 25. септембар 2008.  | 14. мај 2009.        |